# Румор, Карл Фридрих фон
Карл Фридрих Людвиг Феликс фон Ру́мор (нем. Carl Friedrich Ludwig Felix von Rumohr, 6 января 1785, Райнхардтсгримма, Саксония — 25 июля 1843, Дрезден) — немецкий художник, рисовальщик и живописец, примыкал к «дрезденским романтикам», литератор, историк искусства, историк сельского хозяйства и гастрософ (теоретик правильного питания), коллекционер произведений искусства, меценат.

## Биография и творчество

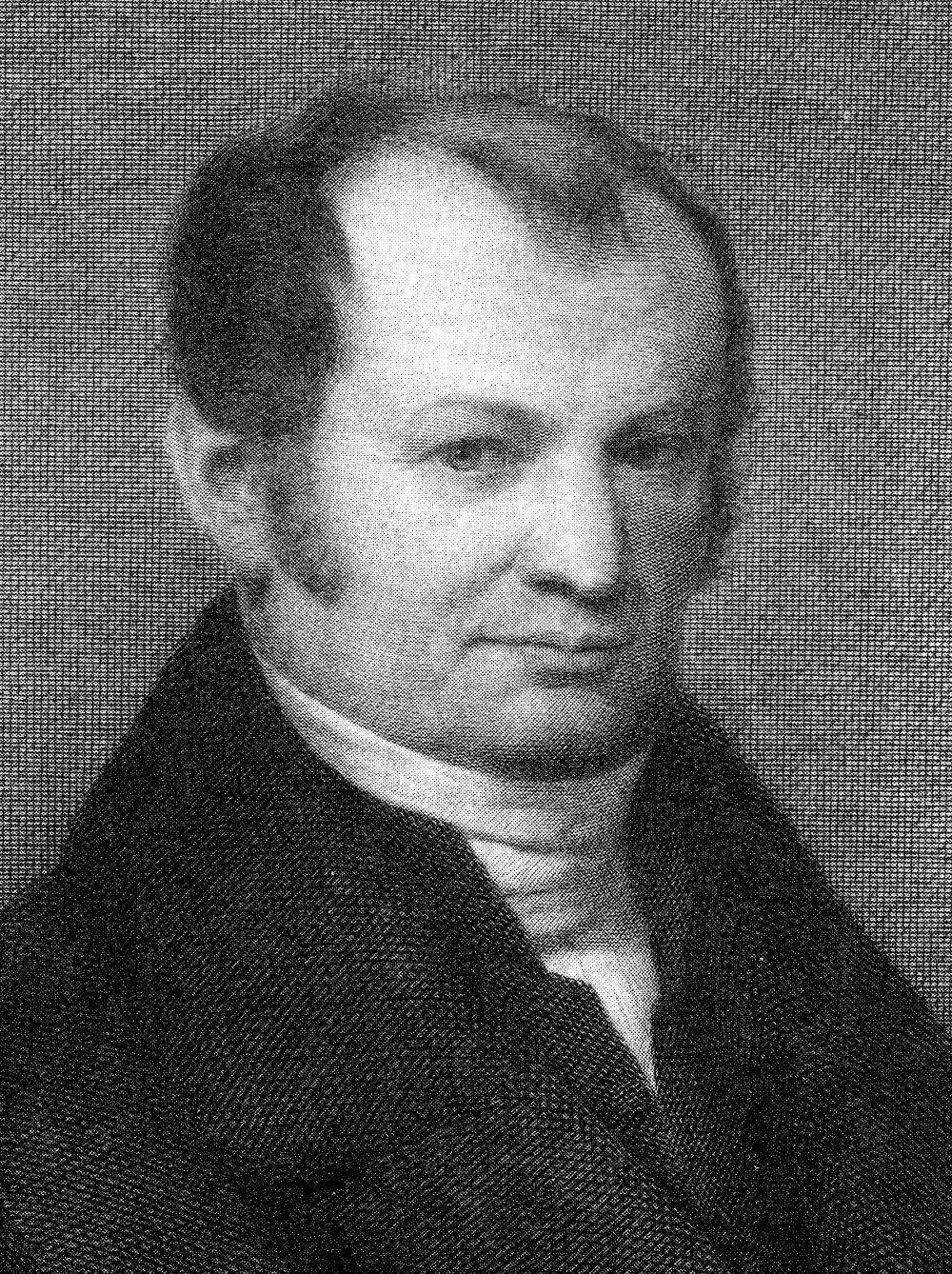
К. Ф. фон Румор. Гравюра А. Земмлера по утраченной картине Р. Шнайдера (ок. 1834). Деталь

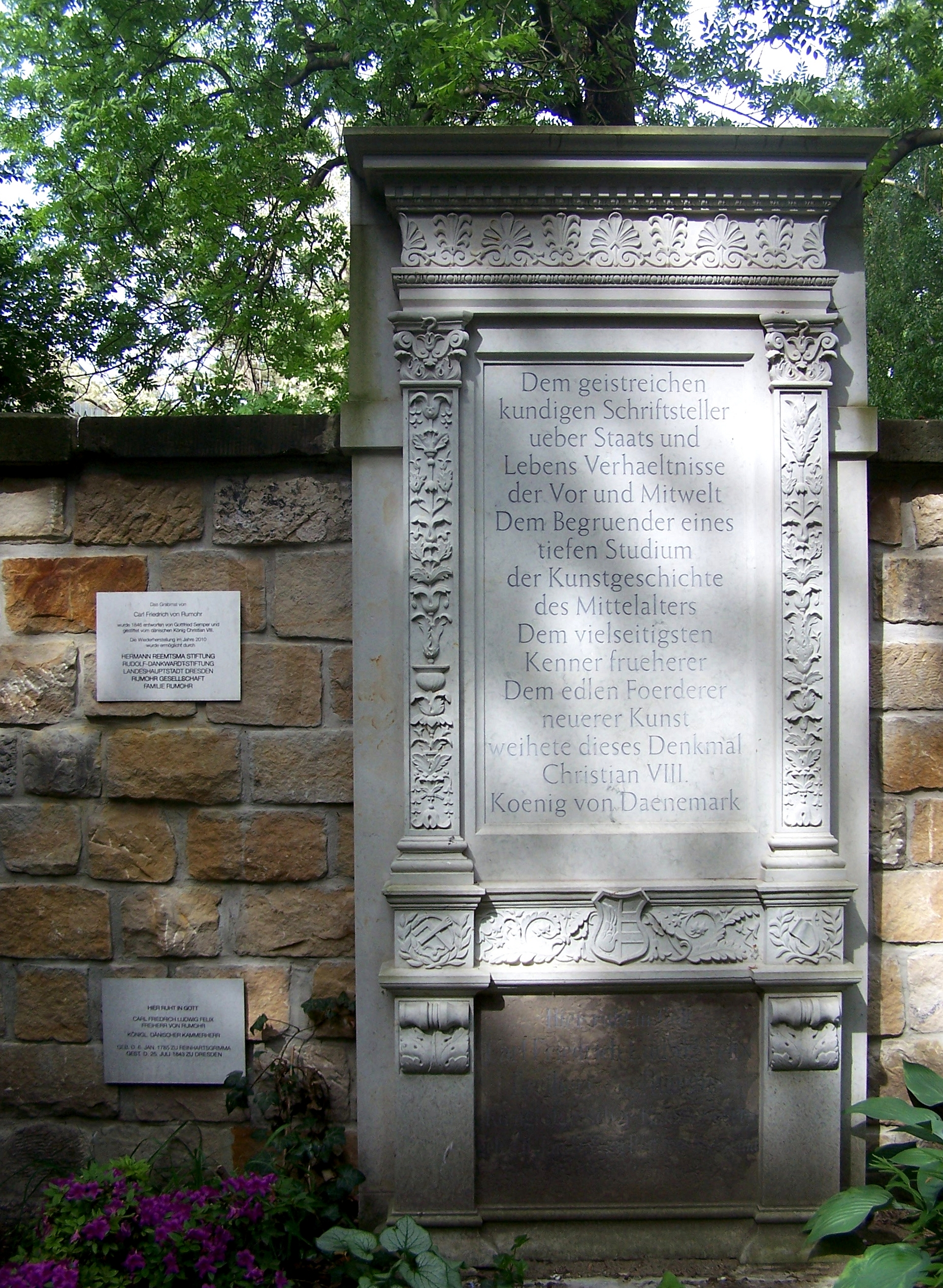
Надгробный памятник Румору во внутреннем дворе Нойштедтер-Фридхоф в Дрездене

Барон Фридрих фон Румор происходил из старинного Гольштинского рода. Его отец, Хеннинг фон Румор (1722—1804), землевладелец в Трентхорсте и Шенкенберге, унаследовал большое поместье в Саксонии от своей матери Агнеты Чечилии, урождённой фон Викеде (von Wickede; 1700—1723). Мать Карла Фридриха — Вильгельмина, урождённая фон Ферсен (1751—1807), была дочерью ганноверского офицера Иоахима Генриха фон Ферсена.
Румор вырос в имении своего отца недалеко от Любека, учился в гимназии в Хольцминдене с 1799 по 1802 год и в Гёттингенском университете с 1802 по 1804 год. В университете слушал лекции классического филолога Христиана Готлиба Гейне, историка Арнольда Херена и математика Бернхарда Фридриха Тибо. Немецкий художник-романтик Иоганн Доминик Фьорилло, с 1813 года преподававший рисование и историю искусств в Гёттингенском университете, давал юноше уроки рисунка и познакомил его с творчеством историографа эпохи Возрождения Джорджо Вазари.
Карл Фридрих фон Румор познакомился с идеями романтизма через Людвига Тика и под его влиянием в 1804 году вместе с братьями Рипенхаузен присоединился к католической церкви. В католичестве немецкие романтики начала XIX века видели источник своих увлечений средневековой культурой и национальной архитектурой германской готики. В том же году после смерти отца он унаследовал значительное состояние.
В 1805—1806 годах Румор вместе с Тиком и братьями Рипенхаузен путешествовал по Италии, был в Риме, посетил Неаполь. В Риме он познакомился с Йозефом Антоном Кохом и другими немецкими художниками назарейцами, изучал произведения искусства эпохи Возрождения и античности. На обратном пути через Франкфурт ЛюдвигТик ввёл его в круг поэта и одного из лидеров гейдельбергских романтиков Клеменса Брентано. Следующие несколько лет Румор провёл в своих поместьях недалеко от Любека и, отчасти, в поездках, где познакомился со многими деятелями культуры своего времени.
Важное значение для Карла фон Румора имело изучение идеалистической натурфилософии Ф. В. Шеллинга. Увлечение живописью привело Румора студентом в Мюнхенскую Академию художеств, где он подружился с сыном директора, будущим художником Иоганном Петером фон Лангером. Своё первое значительное историко-искусствоведческое исследование Румор опубликовал в 1812 году: «Об античной группе Кастор и Поллукс, или о концепции идеальности в произведениях искусства» (Über die antike Gruppe Castor und Pollux oder von dem Begriffe der Idealität in Kunstwerken).
Вторая поездка в Италию в 1816—1821 годах привела Румора сначала во Флоренцию и Сиену. В Риме он снова встретился с Й. А. Кохом. Глубоко впечатленный работами назарейцев, Румор стал их важным покровителем, пропагандистом их искусства, поддерживал их публикациями и приобретениями картин. Он приобретал произведения искусства в Риме для датского короля Кристиана VIII и баварского наследного принца Людвига. В 1821 году вернулся в Мюнхен через Венецию.
В 1822 году Карл Фридрих фон Румор опубликовал самую успешную книгу по гастрософии, якобы от имени своего повара «Дух кулинарного искусства Йозефа Кёнига» (Geist der Kochkunst von Joseph König). Румор выступал против любых излишеств за традиционную и рациональную кухню в национальных (не только немецких) традициях. Немецкая гастрономическая академия за эту книгу присудила Румору высшую награду, которую присуждала с 1963 года лицам, внёсшим особый вклад в искусство приготовления пищи и культуру питания.
Румор поддерживал многих молодых гамбургских художников, в том числе Отто и Эрвина Спектеров, Юлиуса Олдаха, Карла Юлиуса Мильде, Адольфа Фридриха Фоллмера, Кристиана Моргенштерна, Фридриха Нерли. В 1824 году Румор стал почётным членом «Гамбургского художествеенного общества» (Hamburger Kunstverein), основанного двумя годами ранее.
Его основная работа по истории искусства: «Итальянские исследования» (Italienische Forschungen), первые два тома которой были опубликованы в 1927 году, продолжала традиции Джорджо Вазари. Благодаря использованию исторических документов и их критической обработке, Румор в этой работе открыл новый этап в изучении изобразительного искусства. По словам Вильгельма фон Гумбольдта, это был «первый шаг после Винкельмана к более правдивому взгляду на искусство». Жермен Базен отмечал, что Румор «подверг ещё более строгой критике», чем в своё время это сделал аббат Луиджи Ланци «предложенные его предшественниками атрибуции и полностью избавился от занимательно-биографического подхода».
Публикация Румора стала образцом для зарождавшейся тогда науки об искусстве: не истории искусства (Kunstgeschichte), а «знания искусства» (Kunstwissenschaft), в том числе теории и практики знаточества. К Румору стали обращаться за советами организаторы крупных европейских музеев: Берлинского, Дрезденского, Копенгагенского. Густав Фридрих Вааген в 1830 году прибёг к помощи Румора при организации экспозиции Берлинской королевской картинной галереи.
Во время своей третьей поездки в Италию с 1828 по 1829 год Румор завершил успешные переговоры о приобретении картин для берлинской коллекции живописи, он также служил наследному принцу Пруссии проводником по Флоренции и Сиене.
В последующие годы Карл Фридрих фон Румор работал над множеством произведений, некоторые из которых так и не были опубликованы. Третий том «Итальянских исследований» вышел в 1831 году.
В 1834 году Румор вместе с Юстом Матиасом Тиле организовал Королевскую коллекцию гравюр, которая теперь является частью Датской национальной галереи в Копенгагене. Он был назначен датским камергером и способствовал карьере молодого датского художника Лоренца Фрёлиха.
Весной 1837 года Румор совершил свою четвёртую поездку в Италию, в Милан, пятую и последнюю — в Венецию в 1841 году. Позднее поселился в Любеке и в 1842 году купил дом на Капительштрассе, 8. Скончался в Дрездене в 1843 году. Похоронен на кладбище Нойштедтер-Фридхоф. Датский король Кристиан VIII подарил памятник, спроектированный знаменитым архитектором Готфридом Земпером.
Коллекция произведений искусства, принадлежавшая Румору, была продана с аукциона 19 и 20 октября 1846 года в Дрездене. Каталог был опубликован Иоганном Готфридом Абрахамом Френзелем.

## Отзывы современников
«Этот очень оригинальный и одарённый человек всегда вызывал у меня самый живой интерес, так как его манеры сильно отличались от тех, которые распространены в этой стране. С некоторой внешне смешной неловкостью, в нём преобладала страстная любовь к изящным искусствам, которыми он сам нерегулярно и изобретательно занимался, но чьи лучшие отношения он не упускал. Он проницательный знаток искусства, учёный археолог, точный распорядитель, сознательный эпикуреец. Он многое испытывал, в том числе и католичество. Он глубоко укоренился на юге, в Италии, но ранил верную память о своих друзьях у себя дома»
Иоганн Георг Рист, дипломат и давний друг Румора

 «С почти отвратительной идиосинкразией и мясистой страстью, вспышка которой сделала его ужасным для некоторых, он сочетал, когда ничто не мешало, деликатность и внимательность в общении и развлечениях, которые позволяли легко упустить из виду его менее комфортный характер […] [Он мог] взбеситься […], когда слышал неверное заявление о чём-то, что было для него священным. Но в следующий момент он мог […] проявить энтузиазм, когда произошло что-то, что встретило его одобрение. Те, кто знал и понимал его, улыбались и принимали это; но никто другой не осмеливался подойти к нему, и поэтому немногие остались рядом с ним»
Юст Матиас Тиле

## Основные публикации
- Об античной группе Кастор и Поллукс, или О концепции идеальности в произведениях искусства (Über die antike Gruppe Castor und Pollux oder von dem Begriffe der Idealität in Kunstwerken). 1812
- Древности Трансальпийской Саксонии (Altertümer des transalbingischen Sachsen). 1813
- Памятные вещи с художественной выставки 1814 года (Denkwürdigkeiten der Kunstausstellung des Jahres 1814) 1815
- О взаимосвязи между давними общими представлениями о великолепной Венето и нашим положительным знанием культуры и искусства восточно-германских славян. Первый выпуск (Über das Verhältnis der seit lange gewöhnlichen Vorstellungen von einer prachtvollen Wineta zu unsrer positiven Kenntniß der Kultur und Kunst der deutschen Ostseeslaven). 1816
- Дух кулинарного искусства Йозефа Кёнига (Geist der Kochkunst von Joseph König). 1822
- Итальянские рассказы, представляющие исторический интерес. Перевёл и объяснил. Второй выпуск (Zweytes Heft. Italienische Novellen von historischem Interesse. übersetzt und erläutert). 1825
- Итальянские исследования. Тома 1 и 2 (Italienische Forschungen). 1827
- Об общем происхождении строительных школ Средневековья (Ueber den gemeinschaftlichen Ursprung der Bauschulen des Mittelalters). 1831
- Третья поездка в Италию (Drey Reisen nach Italien). 1832
- Киналопекомахия: Собаки и лисы дерутся. С шестью картинами Отто Спектера (Kynalopekomachia: Der Hunde Fuchsenstreit. Mit sechs Bildern von Otto Speckter). 1835
- Ганс Гольбейн Младший в его отношении к немецким гравёрам (Hans Holbein, der jüngere, in seinem Verhältnisse zum deutschen Formschnittwesen). 1836
- К истории и теории искусства гравирования (Zur Geschichte und Theorie der Formschneidekunst). 1837
- Путешествие через восточные федеральные земли в Ломбардию и обратно через Швейцарию и Верхний Рейн с особым вниманием к этнологии, сельскому хозяйству и экономике (Reise durch die östlichen Bundesstaaten in die Lombardey und zurück über die Schweiz und den oberen Rhein in besonderer Beziehung auf Völkerkunde, Landbau und Staatswirthscharft). 1838